# Vištuk
Vištuk (Hongaars:Kárpáthalas) is een Slowaakse gemeente in de regio Bratislava, en maakt deel uit van het district Pezinok.
Vištuk telt 1382 inwoners.